# Björkesdal
Björkesdal is een plaats in de gemeente Härryda in het landschap Västergötland en de provincie Västra Götalands län in Zweden. De plaats heeft 65 inwoners (2005) en een oppervlakte van 8 hectare. De plaats grenst aan het meer Björkesjön en wordt omringd door zowel landbouwgrond als bos. De plaats Hindås ligt circa zeven kilometer ten oosten van het dorp.